# Лаверецкий, Николай Акимович
Никола́й Аки́мович Лавере́цкий (1 [13] февраля 1837, Москва — 10 [23] октября 1907, Санкт-Петербург) — русский скульптор, представитель петербургского академизма пореформенной эпохи, ассоциируемый со школой Николая Пименова, педагог; сын скульптора Акима Лаверецкого, старший брат мозаичиста Ивана Лаверецкого. Академик (с 1868) и профессор (с 1870) Императорской Академии художеств.

## Биография
Учился в Санкт-Петербургской рисовальной школе для приходящих Общества поощрения художеств, а затем в Императорской Академии художеств (с 1851), под руководством Н. С. Пименова. За вылепленный с натуры портретный бюст В. В. Юзефовича (1853) был награждён малой серебряной медалью, за программный барельеф «Ахиллес влачит тело Гектора» (1857) — большой серебряной медалью. Получил малую золотую медаль за программный барельеф «Цинцинат принимает послов из Рима, возвещающих ему об его избрании в диктаторы» (1859), за барельеф «Возвращение Регула из Рима в Карфаген» (1860) был награждён большой золотой медалью и получил звание классного художника 1-й степени.
Был направлен в качестве пенсионера Академии художеств в заграничную командировку (1863). Долго жил в Италии. За присланную оттуда в 1868 году группу «Мальчик и девочка, кормящие птичку» получил звание академика. За прочие работы, исполненные в Италии: мраморные статуи «Мальчик-неаполитанец с обезьянкой» (1870) (в Третьяковской галерее), «Купальщица» и другие получил звание профессора.
Был похоронен на Смоленском православном кладбище; могила утрачена.

## Работы
Статуи: «Россия» (1896), выполнена из чугуна в технике Каслинского литья, «Мефистофель» (1881), «Стыдливость» (1881), «Родопа», памятник Екатерине II в Симферополе, несколько портретных бюстов (великого князя Владимира Александровича, императора Александра II и др.).

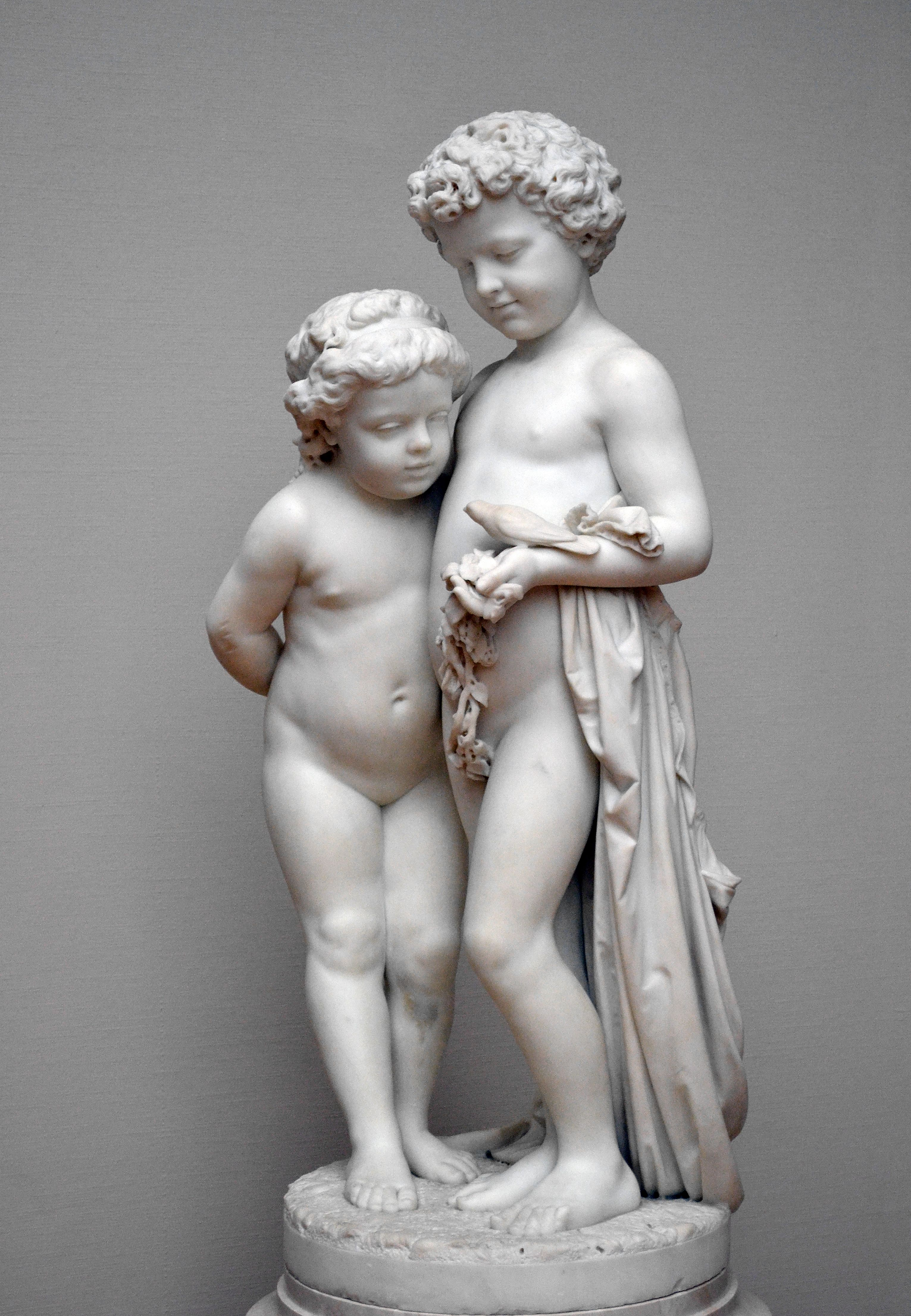
Мальчик и девочка, кормящие птичку (1868), мрамор
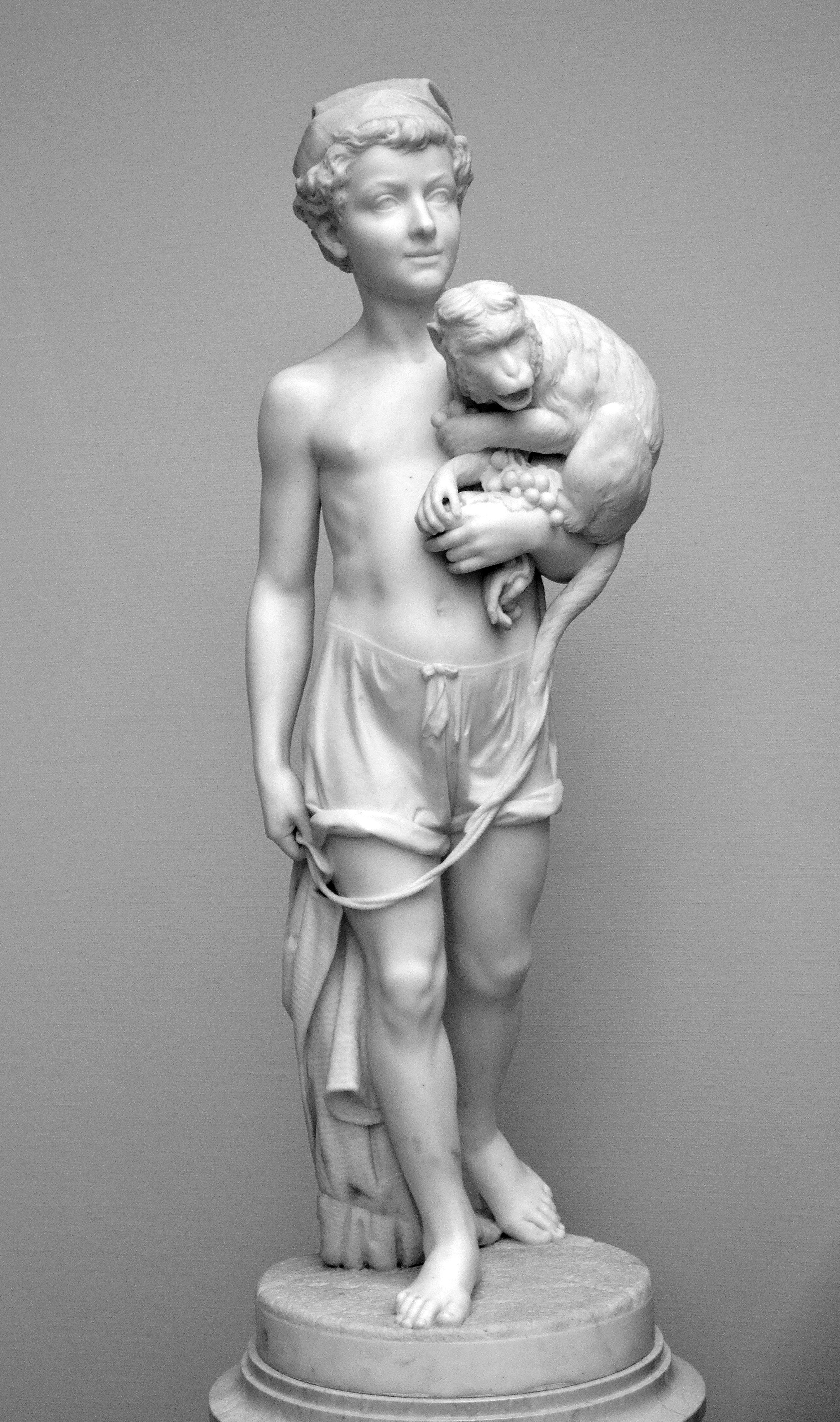
Мальчик-неаполитанец с обезьянкой (1870), мрамор
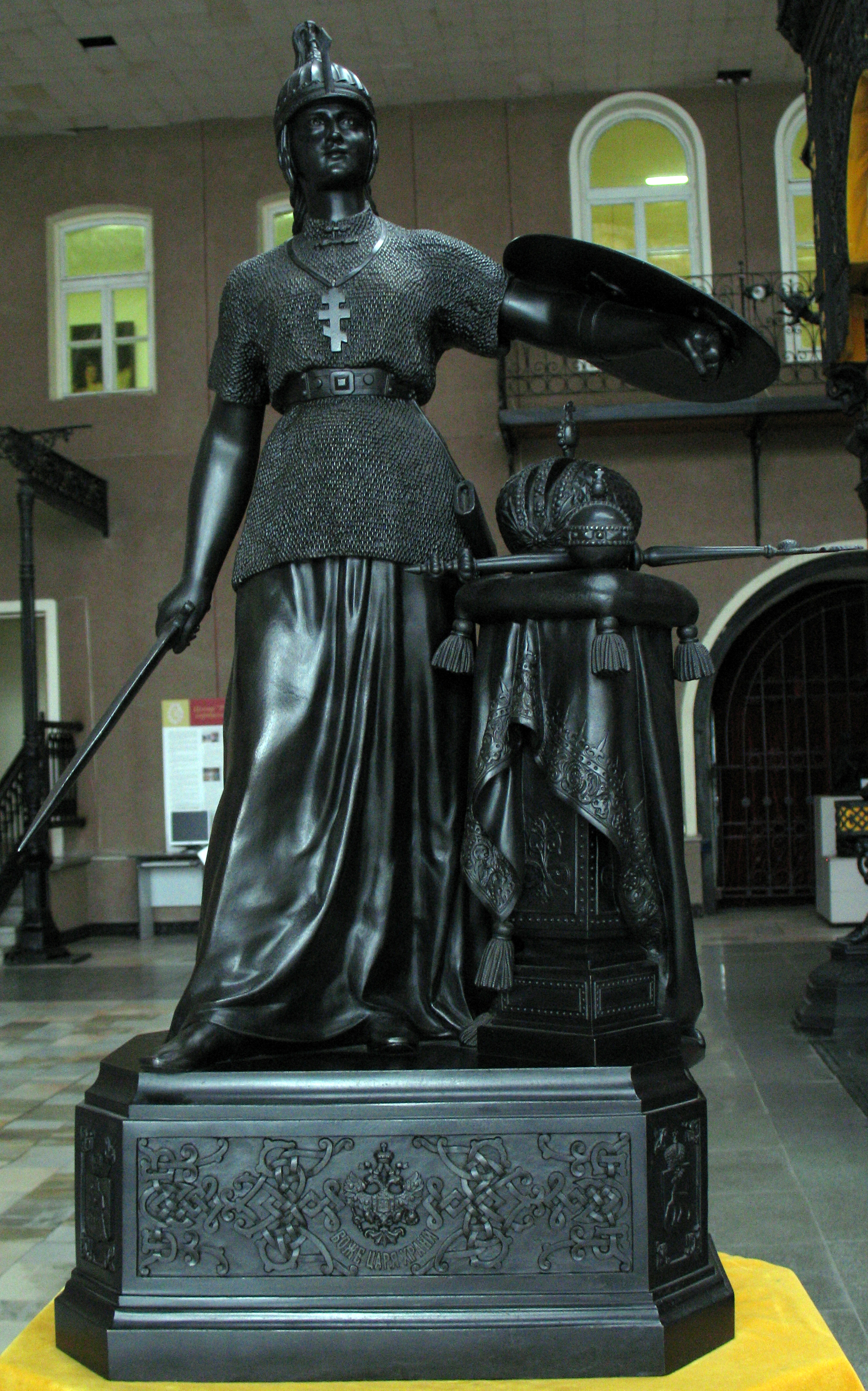
Скульптура «Россия» (1896), чугун
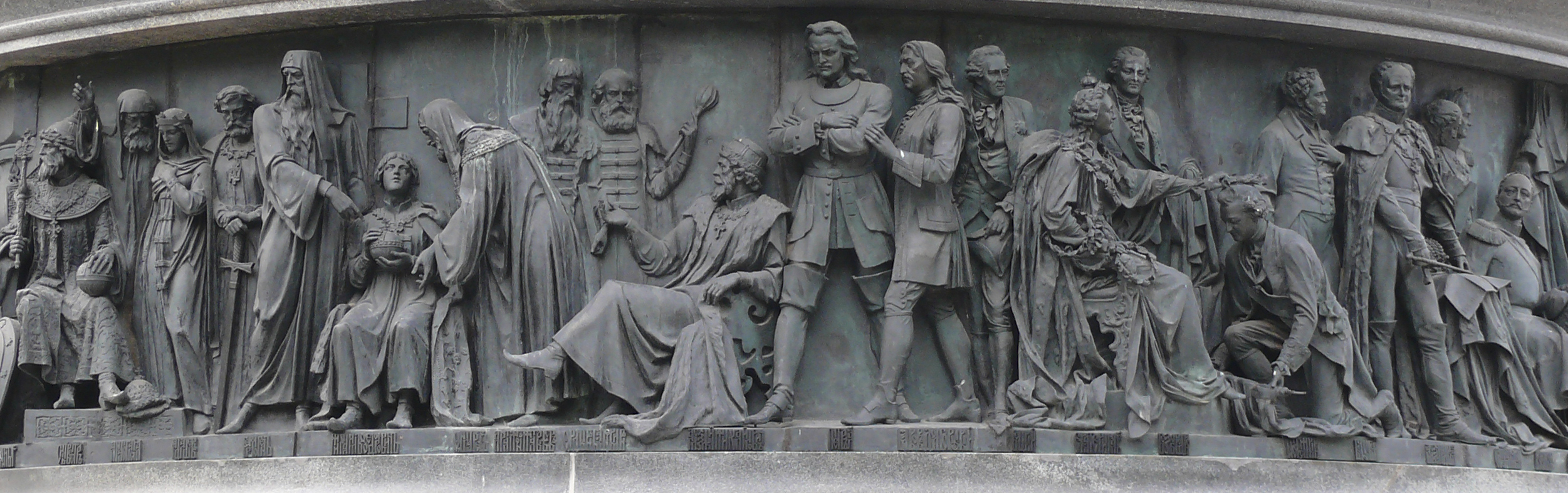
Скульптурная группа «Государственные люди» памятника «Тысячелетие России»